# Clément Chevrier
Pour les articles homonymes, voir Chevrier.
Clément Chevrier, né le 29 juin 1992 à Amiens en Picardie, est un coureur cycliste français professionnel de 2014 à 2020.

## Biographie

### Carrière amateur
Membre de la formation Chambéry CF en 2012 et 2013, il est plusieurs fois sélectionné en équipe de France de cyclisme chez les espoirs durant cette période. 
En 2013, il participe notamment au Tour de l'Ain, au Tour de l'Avenir et aux mondiaux de Florence sous les couleurs tricolores.

### Carrière professionnelle
Après avoir été en contact avec la formation française Roubaix Lille Métropole et son directeur sportif Francis Van Londersele, il signe un contrat professionnel avec l'équipe continentale américaine Bissell Development dirigée par l'ancien coureur belge Axel Merckx pour l'année 2014.
Au printemps 2014, il gagne la San Dimas Stage Race aux États-Unis puis signe un contrat de stagiaire durant l'été avec Trek Factory Racing et participe au Tour du Colorado qu'il termine en douzième position. Au mois d'octobre, Clément Chevrier signe un contrat de deux ans en faveur de l'équipe continentale professionnelle IAM.
En 2015, il dispute, à vingt-deux ans, son premier Tour d'Italie et termine 69e du classement général de l'épreuve.
Au mois d'août 2016, il signe un contrat avec la formation française AG2R La Mondiale pour les deux années suivantes. Quelques semaines plus tard, il se fracture le radius lors du Grand Prix de Wallonie et met un terme à sa saison.
En janvier 2017, il fait ses débuts sous les couleurs de la formation AG2R lors du Tour Down Under. Le 23 février, il chute lors de la dernière étape du Tour La Provence. Il sera absent de la compétition durant près d'un mois. En mai, il participe au Giro et s'échappe dans la 8e étape. Durant l'été, il dispute le Tour d'Espagne aux côtés de Romain Bardet.
Durant la saison 2018, il est diminué par une fracture de la clavicule droite due à une chute durant le Tour de Catalogne, puis par une nouvelle chute à l'entraînement qui le prive du Tour d'Espagne.
Il commence sa saison 2019 au mois de janvier en Australie où il participe Tour Down Under puis à la Cadel Evans Great Ocean Road Race qu'il termine en vingt-sixième position. Son équipe l'aligne ensuite sur différentes épreuves comme le Tour de la Communauté valencienne et des courses d'un jour dont la Classic de l'Ardèche, la Drôme Classic ou encore la semi-classique Cholet-Pays de la Loire. Il est également engagé sur des courses à étapes du calendrier de l'UCI World Tour (Tour du Pays basque et Tour de Romandie) en avril et mai. En juin, il se classe quarante-sixième du Championnats de France de cyclisme sur route. S'il ne fait pas partie des coureurs choisis par la formation AG2R La Mondiale pour le Tour de France en juillet, Clément Chevrier est tout de même sélectionné en équipe de France pour participer au Tokyo 2020 Test Event en compagnie de son coéquipier Nans Peters au cours de cette période.
Chevrier arrête sa carrière à l'issue de la fin de son contrat en 2020. Il souhaite se reconvertir en tant que sommelier. En 2021, cela se concrétisera à la suite de l'obtention d'une formation de sommellerie. Il commença donc sa nouvelle carrière dans le monde du vin à l’Auberge du Père Bise, aux côtés de Jean Sulpice. En 2022, il lance son site de vente de vin nature en ligne.

## Palmarès
- 2009
  - Championnat de l'Oise juniors
- 2010
  - Championnat de Picardie juniors
  - 2e étape du Tre Ciclistica Bresciana
- 2011
  - Classement général du Tour des Mauges
- 2013
  - 4e étape du Tour des Pays de Savoie
  - Bosses du Haut-Drac
  - 2e du Tour des Pays de Savoie
  - 3e de La Commentryenne
  - 3e du Tour de la Vallée d'Aoste
- 2014
  - Classement général de la San Dimas Stage Race

## Résultats sur les grands tours

### Tour d'Italie
2 participations
- 2015 : 69e
- 2017 : 81e

### Tour d'Espagne
3 participations
- 2016 : 41e
- 2017 : 61e
- 2019 : 58e

## Classements mondiaux
| Année            | 2012 | 2013 | 2014 | 2015 |
| ---------------- | ---- | ---- | ---- | ---- |
| UCI World Tour   |      |      |      | nc   |
| UCI America Tour |      |      | 334e |      |
| UCI Europe Tour  | 882e | 211e | nc   |      |